# Katedra św. Michała w Qingdao
Katedra św. Michała (chiń. 圣弥爱尔大教堂; pinyin Shèng Mí’ài’ěr dà jiàotáng) – katedra rzymskokatolickiej diecezji Qingdao, znajdująca się przy ulicy Zhongshan w dzielnicy Shinan w chińskim mieście Qingdao, największy kościół w mieście.

## Historia
Pierwsze plany budowy dużego kościoła w Qingdao, będącego wówczas niemiecką koncesją, powstały przed 1914 rokiem i były związane z szybko rosnącą liczbą wiernych, na potrzeby których nie wystarczała dotychczasowa świątynia, wzniesiona w latach 1900–1902. Do realizacji projektu nie doszło jednak z powodu wybuchu I wojny światowej i zajęcia miasta przez Japończyków. Powrócono do niego w latach 20., w związku z utworzeniem w 1925 roku prefektury, a następnie w 1928 wikariatu apostolskiego Qingdao. Katedrę, pierwotnie noszącą wezwanie św. Emila, wzniesiono w latach 1932–1934. Projektantem był niemiecki architekt Pepieruch. W trakcie budowy trzeba było dokonać pewnych modyfikacji projektu, związanych z oszczędnościami wynikłymi z obcięcia płynących z Niemiec funduszy po dojściu do władzy Adolfa Hitlera. Dokonano m.in. zmniejszenia rozmiarów budynku, który pierwotnie miał mieć ponad 100 m wysokości.
W latach 50. niemieccy misjonarze zostali wydaleni z Chin, a kościół został przejęty przez Patriotyczne Stowarzyszenie Katolików Chińskich.
W czasie rewolucji kulturalnej kościół został zamknięty i zdewastowany, zniszczono m.in. posiadające 2400 piszczałek organy, jedne z dwóch największych w Azji. Ponownie otwarto go w kwietniu 1981 roku, rozpoczęto jego renowację i wpisano na listę zabytków. W 2008 roku w kościele założono nowe organy, zamówione za kwotę 700 tysięcy euro u niemieckiego organmistrza Wolfganga Brommera.

## Architektura
Wzniesiona na planie krzyża łacińskiego świątynia nawiązuje architektonicznie do stylów romańskiego i gotyckiego. Jako budulca użyto żółtego granitu i żelbetu. Budowla zajmuje powierzchnię 2740 m². We frontowej fasadzie znajdują się dwie wieże o wysokości 56 m, pokryte czerwoną dachówką i zwieńczone 4,5-metrowymi krzyżami. Każda z nich posiada po 4 dzwony. W nawie głównej, długiej na 18 metrów, może pomieścić się ponad 1000 wiernych. Nawa główna oświetlona jest 7 wielkimi żyrandolami. Zakończona jest ołtarzem, ozdobionym freskiem z przedstawieniem Nieba i napisami w języku łacińskim Gloria in excelsis Deo i Venite adoremus Dominum.